# Keith Johnson
Keith Johnson (* 25. August 1942 in Center, Texas; † 31. Juli 2020) war ein Jazz-, Blues- und Rockmusiker, der vor allem als Trompeter und später Pianist der Butterfield Blues Band bekannt wurde.

## Leben
Bereits in der ersten Hälfte der 1960er Jahre machte sich Johnson als Trompeter in der Jazzszene einen Namen. 1967 wurde er dann Mitglied der Paul Butterfield Blues Band (BBB) und trat im Juni des Jahres mit ihnen auf einem Pop Festival in Monterey auf. Diese Musikrichtung der Band unterschied sich von seinen bisherigen Aufnahmen (Chicago Blues und Raga-Blues). Vor 1969 spielte er hauptsächlich Trompete, danach wechselte er aber zum Klavier und Steve Medaio übernahm die meisten Trompeten-Parts. Mit der BBB nahm er insgesamt drei Alben auf, bis er 1970 die Band wieder verließ. Danach war er noch kurzzeitig Mitglied von Elephant’s Memory und betätigte sich als Studiomusiker, unter anderem für Van Morrison, Etta James, Moogy Klingman und für seine Ehefrau Martha Veléz. Gemeinsam mit Martha Veléz hat er einen Sohn Taj Jonsson. Er starb am 31. Juli 2020 an den Folgen von COVID-19.

## Diskografie (Auswahl)
The Paul Butterfield Blues Band (Elektra)
- 1967: The Resurrection of Pigboy Crabshaw (Trompete)
- 1968: In My Own Dream
- 1969: Keep On Moving

Elephant’s Memory
- 1969: Elephant’s Memory (Trompete)

Van Morrison
- 1970: His Band and the Street Choir (Trompete, Keyboard, Orgel)

Mark „Moogy“ Klingman
1972: Moogy (Horn)
Martha Veléz
- 1972: Hypnotized (Horn)

Etta James
- 1978: Deep in the Night (Horn, Piano)
- 1994: Live from San Francisco (Trompete, Keyboard)
- 2007: Gold
- 2011: The Dreamer und Heart & Soul: A Retrospective
- 2012: The Complete Private Music Blues, Rock ’n’ Soul Albums Collection

Des Weiteren ist er auf den Alben Strawberry Jam (1996) und An Anthology: The Elektra Years (1997) und einem Mitschnitt des Monterey International Pop Festival vom 16. bis 18. Juni 1967 der Paul Butterfield Blues Band als Trompeter zu hören.